# Germaniumnitrid
Germaniumnitrid (genauer Germanium(IV)-nitrid) ist eine anorganische chemische Verbindung des Germaniums aus der Gruppe der Nitride.

## Gewinnung und Darstellung
Germaniumnitrid kann durch Reaktion von Germanium mit Ammoniak bei 700 °C gewonnen werden.
{\displaystyle {\ce {3Ge + 4NH3 -> Ge3N4 + 6H2}}}
Es kann auch durch thermische Zersetzung von Germanium(IV)-imid Ge(NH)2 bei über 300 °C dargestellt werden.

## Eigenschaften
Germaniumnitrid ist ein in reinem Zustand farbloser, äußerst inerter Feststoff. Er reagiert nicht mit heißen Mineralsäuren oder Laugen. Wasserstoff reduziert die Verbindung erst bei 700 °C zu Germanium, mit Chlor reagiert sie bei 600 °C zu Germanium(IV)-chlorid und Stickstoff. Von Germaniumnitrid sind mehrere Modifikationen bekannt, wobei die trigonale β-Form (Raumgruppe P31c (Raumgruppen-Nr. 159), Gitterparameter a = 8,202 Å, c = 5,941 Å) die stabilste ist. Die Germaniumatome sind in der Struktur tetraedrisch von Stickstoffatomen umgeben, die Stickstoffatome trigonal-planar von Germaniumatomen. Die unter Hochdruck entstehende γ-Form besitzt eine Spinellstruktur.